# Sauvez mon âme
Sauvez mon âme est le second album studio de Luc De Larochellière sorti en 1990. En 1991, il est certifié disque d'or et platine et couronné album de l'année dans la catégorie pop/rock au gala de l'ADISQ* 1991. En 1992, l'album obtient le Prix Juno pour l'album francophone le plus vendu au Canada.

## Titres
1. Sauvez mon âme -3:28(Luc De Larochellière-Marc Pérusse)
2. Ma génération -5:39(Luc De Larochellière-Marc Pérusse)
3. La machine est mon amie -3:59(Luc De Larochellière)
4. Avenue Foch -4:33(Luc De Larochellière)
5. J'suis bourgeois -4:41(Luc De Larochellière)
6. Cash City -4:33(Luc De Larochellière)
7. Si fragile -3:37(Luc De Larochellière)
8. Six pieds sur terre -4:00(Luc De Larochellière-Marc Pérusse)
9. Douce jalousie -4:38(Luc De Larochellière)
10. Marie-Élizabeth -2:45(Luc De Larochellière)

## Musiciens
- Chant, guitare, harmonica : Luc De Larochellière
- Guitares, claviers et programmation : Marc Pérusse
- Basse électrique : François Pérusse
- Contrebasse : Michel Donato
- Claviers : Jean St-Jacques
- Trompette : Laflèche Doré
- Trombone : André Verreault
- Saxophone, direction et arrangement des cuivres : Jean-Pierre Zanella
- Batterie : Sylvain Clavette
- Chœurs : Lina Boudreault, Mary-Lou Gauthier, Gérard Cyr et Robert Bourgeois (Sauvez mon âme)

## Production
- Enregistré et mixé au studio LA MAJEURE par Joe Petrella, assistant : Charles Théoret
- Arrangement et réalisation : Marc Pérusse
- En collaboration avec : Luc De Larochelière et Joe Petrella
- Coordonnateur production : Pierre Dumont (Del Monte Musique Inc.)
- Pochette : Roch Larochelle, Pierre Nadeau
- Photos : Flomen
- Gérance : Pierre Dumont, A/S Del Monte Musique Inc.
- 1990 Art Com Musik Inc.
- 1990 Kennebec Musique et Janvier Musique